# Paul Sarbanes
Paul Spyros Sarbanes, född 3 februari 1933 i Salisbury, Maryland, död 6 december 2020 i Baltimore, Maryland, var en amerikansk demokratisk politiker som var ledamot av USA:s senat från Maryland 1977–2007. Han var ledamot av USA:s representanthus 1973–1977. Sonen John Sarbanes är ledamot av representanthuset sedan 2007.
Sarbanes var en av de två kongressledamöter som låg bakom Sarbanes-Oxley Act. Den andra är Michael Oxley som var ledamot av representanthuset för delstaten Ohios fjärde distrikt.